# خطة الشمول (استراتيجية)

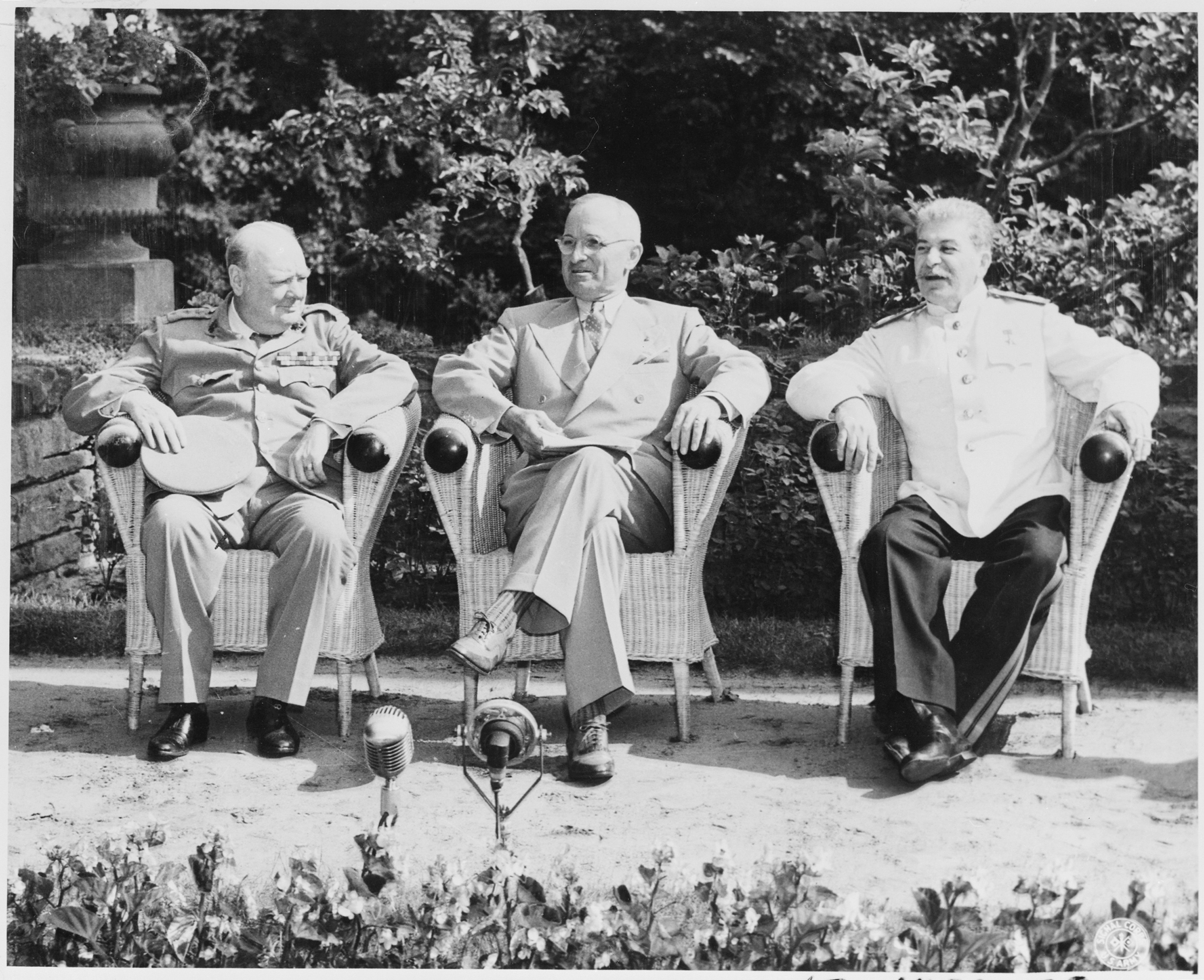
ونستون تشرشل وهاري ترومان وجوزيف ستالين في مؤتمر بوتسدام عام 1945.

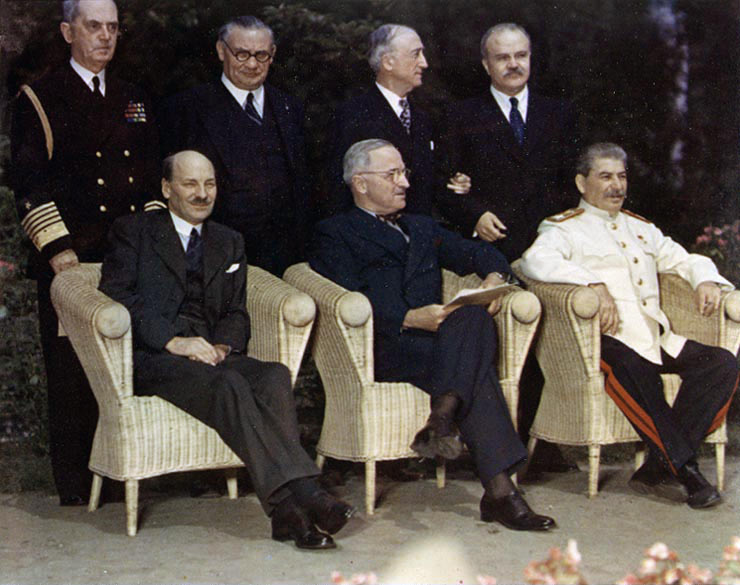
صورة لزعماء الدول التي حضرت المؤتمر. من اليمين: جوزيف ستالين، هاري ترومان، كليمنت أتلي

خطة شاملة هي حيلة مضللة أنشأها الجنرال الأمريكي أيزنهاور في أغسطس 1945 بتوجيه من الرئيس هاري ترومان بعد انتهاء مؤتمر بوتسدام.
وتتكون الخطة هجوم نووي على الاتحاد السوفيتي باستخدام 20 إلى 30 قنبلة ذرية لاستهداف 20 مدينة سوفيتية لمسحها بواسطة الضربة الأولى وهي:
- موسكو
- غوركي
- كويبيشيف
- سفيردلوفسك
- نوفوسيبيرسك
- أومسك
- ساراتوف
- كازان
- لينينغراد
- باكو
- طشقند
- تشيليابينسك
- نيجني تاجيل
- مانايتاغورسك
- مولوتوف
- تبليسي
- ستالينسك
- جروزني
- إيركوتسك
- ياروسلافل

ومع ذلك كانت هذه الخطة في الواقع حيلة للتضليل في عام 1946 فقط وتمكنت الولايات المتحدة من تصنيع تسع قنابل ذرية في مخزوناتها إلى جانب سبعة وعشرين من طراز بوينغ بي-29 سوبر فورترس قادرة على إيصالها. كانت الخطة الشاملة جزء من «الخدعة الذرية العملاقة» التي وضعها ترومان والتي كانت تستهدف في المقام الأول الاتحاد السوفياتي ولقد نجحت الخدعة بشكل مذهل بعد إنذار ترومان عام 1946 لإخلاء القوات من إيران في خلال 48 ساعة حيث قام السوفييت بسحب قواتهم في خلال 24 ساعة.